# Belém
Belém je grad u Brazilu, na estuariju rijeke Amazona, glavni grad brazilske države Pará. Belem se nalazi 97 km udaljen od Atlantskog oceana. 
Belem je osnovan 1616.g. i bio je prva europska kolonija na Amazoni, a dio Brazila je postao tek 1775.g. 